# مسجد حکیم‌باشی
مسجد حکیم‌باشی مربوط به دوره قاجار است و در کاشان، خیابان فاضل نراقی، کوچه شهید بزرگی، جنب خانه حکیم‌باشی واقع شده و این اثر در تاریخ ۲ مرداد ۱۳۸۷ با شمارهٔ ثبت ۲۳۰۲۳ به‌عنوان یکی از آثار ملی ایران به ثبت رسیده است.